# Joachim Eckmann

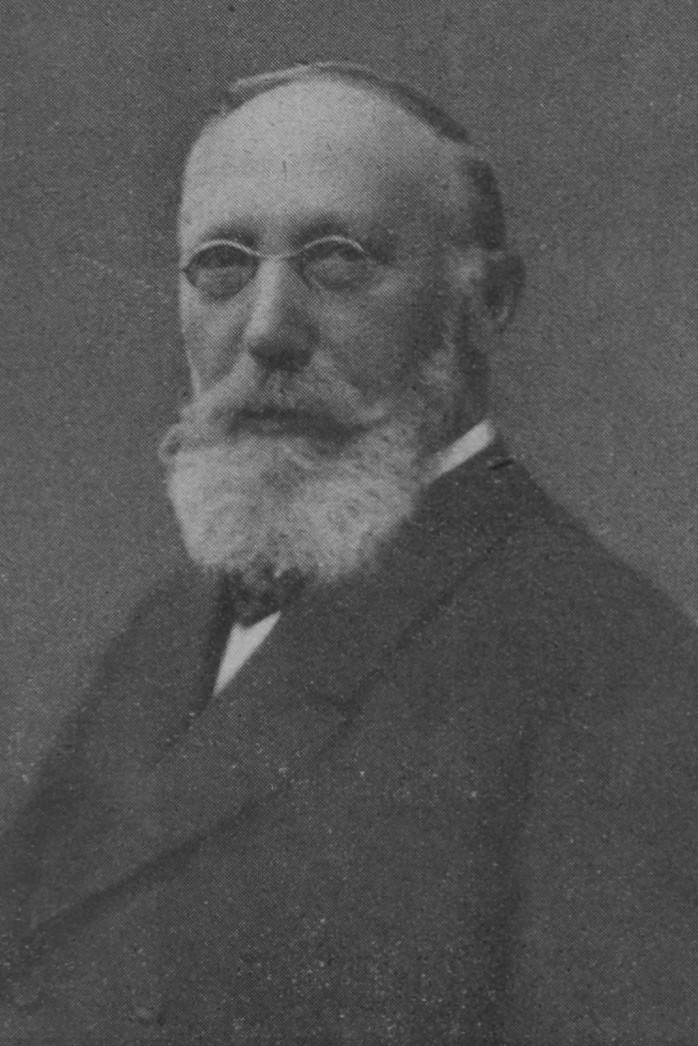
Joachim Eckmann

Joachim Hinrich Friedrich Eckmann (* 26. Februar 1850 in Langwedel; † 15. Juni 1922 in Kiel) war ein deutscher Volksschulrektor und Schriftleiter. 

## Leben und Wirken

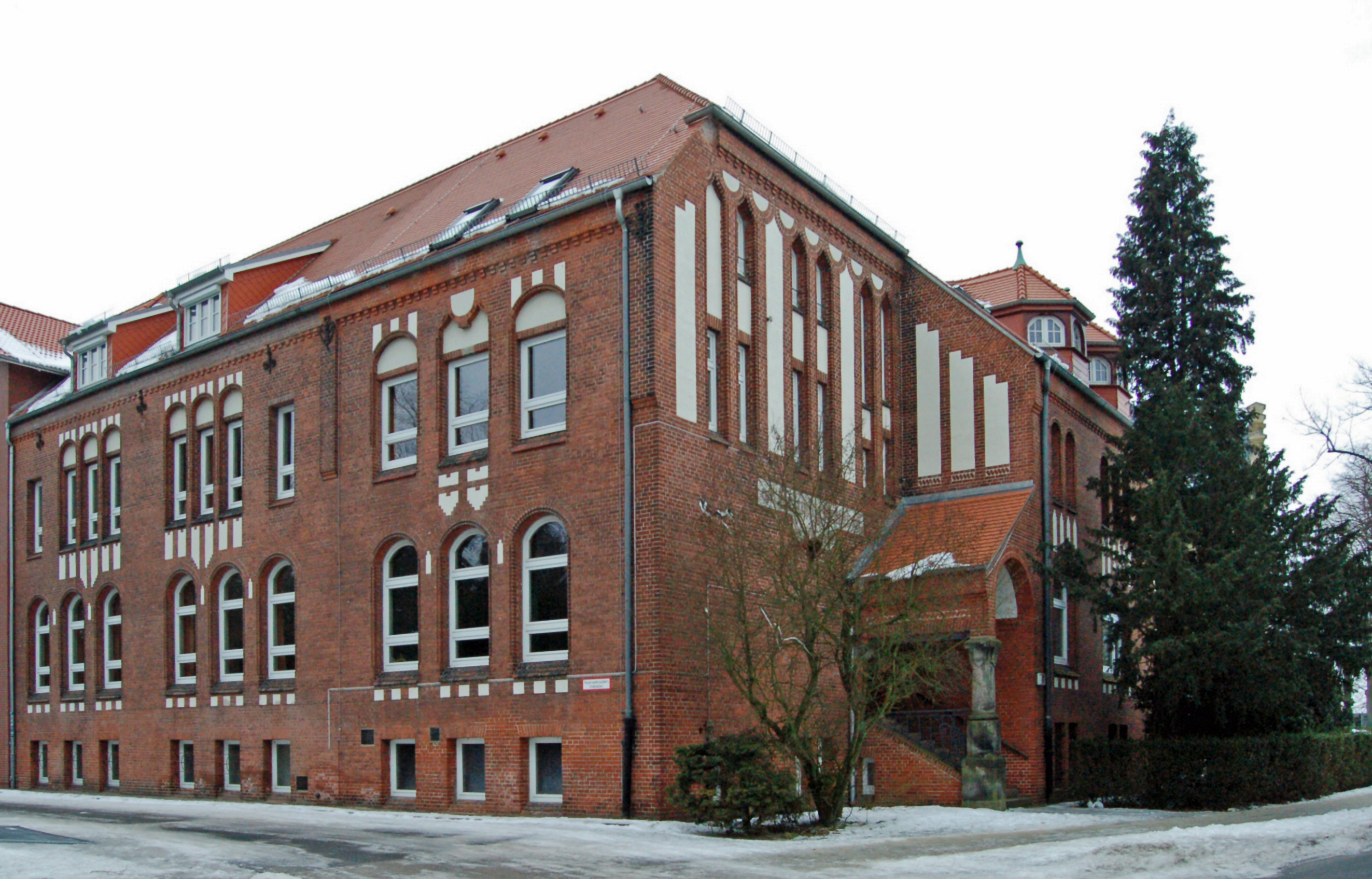
Die Präparandenanstalt in Uetersen

Joachim Eckmann stammte aus einer Familie, die bis zur Reformation im Kirchspiel Nortorf lebte. Sein Vater Claus Christian Eckmann (* 30. November 1823 in Molfsee; † 3. Mai 1893 in Langwedel) arbeitete als Kätner und Maler. Er war verheiratet mit Anna Christina Magdalena, geborene Ehlers (* 6. Februar 1828 in Langwedel; † 29. August 1903 ebenda). Die Familie hatte wenig Vermögen.
Eckmann, der zehn jüngere Geschwister hatte, erlebte eine schwere Jugend. Er verbrachte vier Jahre als Präparand für das Lehramt in Holtsee und Segeberg, wo er von 1869 bis 1872 am Lehrerseminar lernte. Er bestand das 1. Lehramtsexamen und unterrichtete anschließend sieben Jahre als Volksschullehrer in Kiel, Burg auf Fehmarn, erneut in Kiel und in Oldesloe. Währenddessen bestand er die 2. Lehramtsexamen, die Lehramtsprüfung und das Rektoratsexamen. Von 1879 bis 1890 unterrichtete er an der Mittelschule in Uetersen. Dort gründete und leitete er die Präparandenanstalt, die auf die Weiterbildung an einem Lehrerseminar vorbereitete.
Ab 1909 arbeitete Eckmann als Hauptlehrer, anschließend als Rektor einer Volksschule in Ellerbek, das ein Jahr später nach Kiel eingemeindet wurde. Da die Bevölkerungszahl aufgrund der wachsenden dortigen Werften konstant zunahm, die finanziellen Mittel jedoch wegen der zahlungsschwachen Elternschaft nicht in gleichem Maße zur Verfügung mitwuchsen, arbeitete der Rektor unter sehr komplizierten Bedingungen mit ständig fehlenden Unterrichtsmöglichkeiten.
Eckmann gründete eine Fortbildungsschule für Lehrlinge und hatte auf Schüler, Lehrer und die Einwohner Ellebeks aufgrund seiner Tüchtigkeit und konsequenten Arbeit einen großen Einfluss. Seit 1911 litt der Pädagoge unter körperlicher Schwäche. 1914 ging er aus diesem Grund vorzeitig in den Ruhestand, während dessen er sich der Heimatforschung widmete.
Eckmann war einer der ersten Mitglieder des „Vereins zur Pflege der Natur- und Landeskunde in Schleswig-Holstein und Hamburg“ und gehörte bis Lebensende dessen Vorstand an. Anfangs engagierte er sich als Kassenführer. Nachdem Heinrich Lund die Schriftleitung der Vereinszeitschrift Die Heimat abgegeben hatte, übernahm Eckmann von 1901 bis 1911 diese Funktion. Von 1916 bis 1920 redigierte er das Blatt erneut und übergab die Aufgabe dann an Gustav Friedrich Meyer. Eckmann selbst schrieb als Ehrenmitglied des Vereins nur wenige eigene Artikel zur Heimatkunde.
Eckmann war verheiratet mit Margarethe Dorothea Richter (* 28. Juli 1854 in Österdeichstrich; † 5. August 1938 in Kiel). Das Ehepaar hatte zwei Töchter und einen Sohn, der während des Ersten Weltkriegs im Jahr 1915 als Kompanieführer starb.

## Werke
- Die Bandreißer. In: Die Heimat. Monatsschrift des Vereins zur Pflege der Natur- und Landeskunde in Schleswig-Holstein, Hamburg und Lübeck. Bd. 4 (1894), Heft 3 und 4, März und April 1894, S. 86–88 (Digitalisat).
- Über Dr. Ludwig Meyn. In: Die Heimat. Monatsschrift des Vereins zur Pflege der Natur- und Landeskunde in Schleswig-Holstein, Hamburg und Lübeck. Bd. 4 (1894), Heft 9 und 10, September und Oktober 1894, S. 206–214 (Digitalisat).
- Vom Petroleum. In: Die Heimat. Monatsschrift des Vereins zur Pflege der Natur- und Landeskunde in Schleswig-Holstein, Hamburg und Lübeck. Bd. 5 (1895), Heft 11 und 12, November und Dezember 1895, S. 219–224 (Digitalisat).